# Smolany Dab
Smolany Dąb [pronunciación en polaco: /smɔˈlanɨ dɔmp/], es un pueblo ubicado en el distrito administrativo de Gmina Krasnopol, dentro del condado de Sejny, Voivodato de Podlaquia, en el noreste de Polonia. Se encuentra a unos 2 kilómetros al sur de Krasnopol, a 10 kilómetros al oeste de Sejny, y a 110 kilómetros al norte de la capital regional Białystok.